# Rio Ana
O Rio Ana é um rio sul-americano que banha a Venezuela.